# Jonas Avyžius
Jonas Avyžius (ur. 16 maja 1922 w Medginuose w obwodzie Janiszki, zm. 7 lipca 1999 w Wilnie) – litewski pisarz.

## Życiorys
W swoich szkicach, dramatach, opowiadaniach i powieściach ukazywał przemiany społeczne litewskiej wsi; napisał na ten temat powieści Kaimas kryžkeléjé (1964) i Czas opuszczania zagród (1970, wyd. pol. 1979). W 1961 opublikował powieść Į stiklo kalną (Na szklaną górę) o życiu litewskiej młodzieży w 20-leciu międzywojennym. Jest również autorem powieści środowiskowej z elementami satyry Chameleono spalvos (Barwy kameleona, 1979) i powieści psychologicznej Degimai (1982). Za zasługi dla Państwa Litewskiego i jego kultury został odznaczony W 1997 Krzyżem Komandorskim Orderu Wielkiego Księcia Litewskiego Giedymina.